# Saison 2022 de la National Rugby League
Navigation
Édition précédente Édition suivante
La Saison 2022 de la National Rugby League est la cent-quinzième édition de cette compétition depuis que celle-ci a été créée en 1908, elle se déroule du 10 mars 2022 au 2 octobre 2022. Seize équipes jouent 25journées de championnat (phase régulière), les huit meilleures d'entre elles sont qualifiées pour les phases finales, dans le but de se qualifier pour la grande finale.

## Équipes
Pour la quinzième année consécutive, les mêmes clubs disputent la compétition.
| Club                         | Classement en 2021        | Entraîneur(s)                     | Capitaine (s)                            | Stade (s)                                                   | Capacité             |
| ---------------------------- | ------------------------- | --------------------------------- | ---------------------------------------- | ----------------------------------------------------------- | -------------------- |
| Brisbane Broncos             | 14e                       | Kevin Walters                     | Adam Reynolds                            | Suncorp Stadium                                             | 52 500               |
| Canberra Raiders             | 10e                       | Ricky Stuart                      | Elliott Whitehead                        | Canberra Stadium                                            | 25 011               |
| Canterbury Bulldogs          | 16e                       | Trent Barrett → Michael Potter    | Josh Jackson                             | ANZ Stadium Belmore Sports Ground Western Sydney Stadium    | 83 500 20 000 30 000 |
| Cronulla-Sutherland Sharks   | 9e                        | Craig Fitzgibbon                  | Dale Finucane Wade Graham                | Jubilee Oval                                                | 20 500               |
| Gold Coast Titans            | 1er tour (8e)             | Justin Holbrook                   | Tino Fa'asuamaleaui                      | Cbus Super Stadium                                          | 27 400               |
| Manly-Warringah Sea Eagles   | Finale préliminaire (4e)  | Des Hasler                        | Daly Cherry-Evans                        | 4 Pines Park                                                | 23 000               |
| Melbourne Storm              | Finale préliminaire (1er) | Craig Bellamy                     | Jesse Bromwich                           | AAMI Park                                                   | 29 500               |
| Newcastle Knights            | 1er tour (7e)             | Adam O'Brien                      | Jayden Brailey Tyson Frizell Kalyn Ponga | Hunter Stadium                                              | 33 000               |
| New Zealand Warriors         | 12e                       | Nathan Brown → Stacey Jones       | Addin Fonua-Blake Tohu Harris            | Mount Smart Stadium                                         | 30 000               |
| North Queensland Cowboys     | 15e                       | Todd Payten                       | Jason Taumalolo Chad Townsend            | North Queensland Stadium                                    | 25 000               |
| Parramatta Eels              | Demi-finale (6e)          | Brad Arthur                       | Clinton Gutherson Junior Paulo           | Western Sydney Stadium                                      | 30 000               |
| Penrith Panthers             | Champion (2e)             | Ivan Cleary                       | Nathan Cleary Isaah Yeo                  | Penrith Stadium                                             | 22 500               |
| St. George Illawarra Dragons | 11e                       | Anthony Griffin                   | Ben Hunt                                 | Jubilee Oval WIN Stadium                                    | 20 500 23 000        |
| South Sydney Rabbitohs       | Finaliste (3e)            | Jason Demetriou                   | Cameron Murray (rugby à XIII)            | ANZ Stadium Western Sydney Stadium                          | 83 500 30 000        |
| Sydney Roosters              | Demi-finale (5e)          | Trent Robinson                    | James Tedesco                            | Sydney Cricket Ground                                       | 48 000               |
| Wests Tigers                 | 13e                       | Michael Maguire → Brett Kimmorley | James Tamou                              | Campbelltown Stadium Leichhardt Oval Western Sydney Stadium | 20 000 30 000        |

## Résultats

### Classement de la phase régulière
| Rang | Franchise                 | Joués | V  | N | D  | B | PP  | PC  | Diff  | Points |
| 1    | Penrith (CH)              | 24    | 20 | 0 | 4  | 1 | 636 | 330 | + 306 | 42     |
| 2    | Cronulla-Sutherland       | 24    | 18 | 0 | 6  | 1 | 573 | 364 | + 209 | 38     |
| 3    | North Queensland          | 24    | 17 | 0 | 7  | 1 | 633 | 361 | - 272 | 36     |
| 4    | Parramatta                | 24    | 16 | 0 | 8  | 1 | 608 | 489 | + 119 | 34     |
| 5    | Melbourne (DF)            | 24    | 15 | 0 | 9  | 1 | 657 | 410 | + 247 | 32     |
| 6    | Sydney Roosters           | 24    | 15 | 0 | 9  | 1 | 635 | 434 | + 201 | 32     |
| 7    | South Sydney (F)          | 24    | 14 | 0 | 10 | 1 | 604 | 474 | + 130 | 30     |
| 8    | Canberra                  | 24    | 14 | 0 | 10 | 1 | 524 | 461 | + 63  | 30     |
| 9    | Brisbane                  | 24    | 13 | 0 | 11 | 1 | 514 | 550 | - 36  | 28     |
| 10   | St. George Illawarra      | 24    | 12 | 0 | 12 | 1 | 469 | 569 | - 100 | 26     |
| 11   | Manly-Warringah (DF)      | 24    | 9  | 0 | 15 | 1 | 490 | 595 | - 105 | 20     |
| 12   | Canterbury-Bankstown (CB) | 24    | 7  | 0 | 17 | 1 | 383 | 575 | - 192 | 16     |
| 13   | Gold Coast                | 24    | 6  | 0 | 18 | 1 | 455 | 650 | - 205 | 14     |
| 14   | Newcastle                 | 24    | 6  | 0 | 18 | 1 | 372 | 662 | - 290 | 14     |
| 15   | New Zealand               | 24    | 6  | 0 | 18 | 1 | 408 | 700 | - 292 | 14     |
| 16   | Wests Tigers              | 24    | 4  | 0 | 20 | 1 | 352 | 679 | - 327 | 10     |

| - Qualifié pour les phases finales (#1 à #8). |
| CH : Champion 2021, FI : Finaliste 2021, CB : Cuillère de bois 2021, DF : Demi-finaliste 2021                                                                                           |
| abréviations=Pts, points; J, matchs joués; V, victoires ; N, match nuls ; D, défaites ; B, bye ; PP, points pour ; PC, points contre ; Diff, différence de points ; T, tenant du titre. |

Attribution des points : 2 points sont attribués pour une victoire, 1 point pour un match nul, 0 point en cas de défaite, 2 lorsque l'épique est exempte (bye).
Source : nrl.com

### Playoffs
Lors des finales de qualification, le vainqueur des deux machs opposant les premier et quatrième de la phase régulière, et du deuxième et le troisième, sont directement qualifiés pour les finales préliminaires. Les vaincus de ces deux rencontres sont opposés aux deux vainqueurs des deux autres rencontres des Finales de qualification.
|           | 1er tour des play offs   | 1er tour des play offs          | 1er tour des play offs   | |                     |                                 |                          | Demi-finales préliminaires | Demi-finales préliminaires |                          |  |            |                  | Demi-finales             | Demi-finales             |  |  | Grande finale       | Grande finale       |  |
|           |                          |                                 |                          | |                     |                                 |                          |                            |                            |                          |  |            |                  |                          |                          |  |  |                     |                     |  |
|           |                          | QPO1 : 9 septembre 2022         |                          | |                     |                                 |                          |                            |                            |                          |  |            |                  |                          |                          |  |  |                     |                     |  |
|           | 1                        | Penrith                         | 27                       | |                     |                                 |                          |                            |                            |                          |  |            |                  |                          |                          |  |  |                     |                     |  |
|           | 4                        | Parramatta                      | 8                        | |                     |                                 |                          | PSF1 : 16 septembre 2022   |                            |                          |  |            |                  |                          |                          |  |  |                     |                     |  |
|           |                          |                                 |                          | |                     |                                 |                          | Parramatta                 | 40                         |                          |  |            |                  |                          |                          |  |  |                     |                     |  |
|           |                          | EPO1 : 10 septembre 2022        | EPO1 : 10 septembre 2022 | |                     |                                 |                          | Canberra                   | 4                          |                          |  |            |                  | QSF1 : 24 septembre 2022 | QSF1 : 24 septembre 2022 |  |  |                     |                     |  |
|           | 5                        | Melbourne                       | 20                       | |                     |                                 |                          |                            |                            |                          |  |            |                  | Penrith                  | 32                       |  |  |                     |                     |  |
|           | 8                        | Canberra                        | 28                       | |                     |                                 |                          |                            |                            |                          |  |            |                  | South Sydney             | 12                       |  |  | GF : 2 octobre 2022 | GF : 2 octobre 2022 |  |
|           |                          |                                 |                          | |                     |                                 |                          |                            |                            |                          |  |            |                  |                          |                          |  |  | Penrith             | 28                  |  |
|           |                          | EPO2 : 11 septembre 2022        | EPO2 : 11 septembre 2022 | EPO2 : 11 septembre 2022 |                     |                                 |                          |                            |                            | QSF2 : 23 septembre 2022 |  |            |                  | Parramatta               | 12                       |  |  |                     |                     |  |
|           | 6                        | Sydney Roosters                 | 14                       | |                     |                                 |                          |                            |                            |                          |  |            | North Queensland | 20                       |                          |  |  |                     |                     |  |
|           | 7                        | South Sydney                    | 30                       | |                     | PSF2 : 17 septembre 2022        | PSF2 : 17 septembre 2022 |                            |                            |                          |  | Parramatta | 24               |                          |                          |  |  |                     |                     |  |
|           |                          |                                 |                          | | Cronulla-Sutherland | 12                              |                          |                            |                            |                          |  |            |                  |                          |                          |  |  |                     |                     |  |
|           | QPO2 : 10 septembre 2022 | QPO2 : 10 septembre 2022        | QPO2 : 10 septembre 2022 | QPO2 : 10 septembre 2022 |                     |                                 |                          | South Sydney               | 38                         |                          |  |            |                  |                          |                          |  |  |                     |                     |  |
|           | 2                        | Cronulla-Sutherland             | 30                       | |                     |                                 |                          |                            |                            |                          |  |            |                  |                          |                          |  |  |                     |                     |  |
|           | 3                        | North Queensland                | 32 a.p.                  | |                     |                                 |                          |                            |                            |                          |  |            |                  |                          |                          |  |  |                     |                     |  |
|           |                          |                                 |                          | \| Légende : \| \| Progression de l'équipe défaite \| \| Progression de l'équipe victorieuse \| \| Progression de l'équipe choisie \| |                     |                                 |                          |                            |                            |                          |  |            |                  |                          |                          |  |  |                     |                     |  |
| Légende : |                          | Progression de l'équipe défaite |                          | Progression de l'équipe victorieuse                                                                                                   |                     | Progression de l'équipe choisie |                          |                            |                            |                          |  |            |                  |                          |                          |  |  |                     |                     |  |

Semaine 1. Qualification/Elimination en phase finale : les rencontres sont déterminées suivant le classement des équipes de la saison régulière. Les équipes ayant obtenu un meilleur rang affrontant l'équipe ayant le moins bon rang. Les équipes ayant le meilleur rang reçoivent.
Semaine 2. Les demi-finales préliminaires : les rencontres sont déterminées suivant le classement des équipes de la saison régulière. Les équipes ayant obtenu un meilleur rang affrontant l'équipe ayant le moins bon rang. Les équipes ayant le meilleur rang reçoivent.
Semaine 3. Les demi-finales : les vainqueurs des précédentes phases qualificatives s'affrontent pour déterminer les deux finalistes. Les adversaires sont décidées en fonction du choix de l'équipe ayant obtenu le meilleur classement lors de la saison régulière entre les deux équipes ayant le moins bon classement. Ce sont les vainqueurs de la semaine 1 qui reçoivent.

### Grande Finale
(mt : 18 - 0)
Homme du match :  Dylan Edwards
Points marqués : 
- Penrith :  5 essais de S. Crichton (10e), To'o (17e et 45e), Sorensen (27e) et Staines (58e) ; 3 transformations de Cleary (12e, 28e et 60e) ; 1 pénalité de Cleary (21e).
- Parramatta : 2 essais de Clinton Gutherson (76e) et Arthur (77e); 2 transformations de Moses (76e et 78e).

Évolution du score : 6-0, 10-0, 12-0, 18-0 (mi-temps), 22-0, 28-0, 28-6, 28-12. 
Arbitre : Ashley Klein
Spectateurs : 82 415
Composition des équipes :
- Penrith : Dylan Edwards - Charlie Staines, Izack Tago, Stephen Crichton, Brian To'o - Jarome Luai (o), Nathan Cleary (m) - Moses Leota, Mitchell Kenny, James Fisher-Harris, Viliame Kikau, Liam Martin, Isaah Yeo - Apisai Koroisau, Scott Sorensen, Spencer Leniu, Jaeman Samlon - Entraîneur : Ivan Cleary
- Parramatta : Clinton Gutherson - Maika Sivo, Will Penisini, Bailey Simonsson, Waqa Blake - Dylan Brown (o), Mitchell Moses (m) - Reagan Campbell-Gillard, Reed Mahoney, Junior Paulo, Shaun Lane, Aisaiah Papali'i, Marata Niukore - Ryan Matterson, Nathan Brown, Jake Arthur, Oregon Kaufusi - Entraîneur : Bradley Arthur

## Statistiques

### Meilleurs marqueurs de points
| Rang | Joueur           | Club                 | Poste                          | Points | Essais | Goals | Drops |
| ---- | ---------------- | -------------------- | ------------------------------ | ------ | ------ | ----- | ----- |
| 1    | Valentine Holmes | North Queensland     | Centre                         | 244    | 10     | 100   | 3     |
| 2    | Mitchell Moses   | Parramatta           | Demi de mêlée                  | 220    | 7      | 95    | 2     |
| 3    | Sam Walker       | South Sydney         | Demi de mêlée Demi d'ouverture | 211    | 7      | 91    | 1     |
| 4    | Nicholas Hynes   | Cronulla-Sutherland  | Arrière Demi de mêlée          | 194    | 6      | 83    | 4     |
| 5    | Zac Lomax        | St. George Illawarra | Centre                         | 167    | 6      | 71    | 1     |
| 6    | Nathan Cleary    | Penrith              | Demi de mêlée                  | 165    | 3      | 76    | 1     |
| 7    | Reuben Garrick   | Manly-Warringah      | Arrière Ailier                 | 162    | 12     | 57    | -     |
| 8    | Latrell Mitchell | Sydney Roosters      | Arrière                        | 152    | 7      | 61    | 1     |
| 9    | Nicholas Meaney  | Melbourne            | Arrière Ailier                 | 148    | 13     | 48    | -     |
| 10   | Adam Reynolds    | Brisbane             | Demi de mêlée                  | 211    | 7      | 91    | 1     |

### Meilleurs marqueurs d'essais
| Rang | Joueur           | Club                 | Poste          | Essais |
| ---- | ---------------- | -------------------- | -------------- | ------ |
| 1    | Alex Johnston    | South Sydney         | Ailier         | 30     |
| 2    | Corey Oates      | Brisbane             | Ailier         | 20     |
| 3    | Ronaldo Mulitalo | Cronulla-Sutherland  | Ailier         | 17     |
| -    | Jeremiah Nanai   | North Queensland     | Deuxième ligne | 17     |
| -    | Murray Taulagi   | North Queensland     | Ailier         | 17     |
| 6    | Josh Addo-Carr   | Canterbury-Bankstown | Ailier         | 16     |
| -    | Xavier Coates    | Melbourne            | Ailier         | 16     |
| -    | Taylan May       | Penrith              | Ailier         | 16     |
| -    | Daniel Tupou     | Sydney Roosters      | Ailier         | 16     |

## Récompenses individuelles
Les trophées « Dally M Medal » sont, comme d'habitude, remis après la fin de la saison régulière de la NRL et ne prend pas en compte les rencontres de la phase finale.
| Points | Joueur            |
| ------ | ----------------- |
| 38     | Nicholas Hynes    |
| 33     | James Tedesco     |
| 32     | Ben Hunt          |
| 23     | Dylan Edwards     |
| 23     | Scott Drinkwater  |
| 22     | Mitchell Moses    |
| 21     | Daly Cherry-Evans |
| 20     | Isaah Yeo         |
| 19     | Cameron Munster   |
| 19     | Harry Grant       |

| Poste                     | Joueur                       |
| ------------------------- | ---------------------------- |
| Meilleur arrière          | James Tedesco                |
| Meilleur ailier           | Joseph Suaalii Alex Johnston |
| Meilleur centre           | Joseph Manu Valentine Holmes |
| Meilleur demi d'ouverture | Cameron Munster              |
| Meilleur de mêlée         | Nicholas Hynes               |
| Meilleur troisième ligne  | Isaah Yeo                    |
| Meilleur deuxième ligne   | Jeremiah Nanai Viliame Kikau |
| Meilleur pilier           | Payne Haas Joseph Tapine     |
| Meilleur talonneur        | Apisai Koroisau              |

| Poste                      | Lauréat        |
| -------------------------- | -------------- |
| Provan-Summons Medal       | Nicholas Hynes |
| Débutant de l'année        | Jeremiah Nanai |
| Capitaine de l'année       | Isaah Yeo      |
| Entraîneur de l'année      | Todd Payten    |
| Meilleur marqueur d'essais | Alex Johnston  |

## Médiatisation
Le championnat est évidemment très médiatisé en Australie, sport où le rugby à XIII est roi. Il est suivi par le magazine Rugby League Review.
Au Royaume-Uni, il est également très suivi par les médias britanniques au nombre desquels on compte Rugby League World , Rugby Leaguer & League Express et League Weekly. 
Dans les pays francophones, (principalement la France), le site internet Treize Mondial rend compte chaque semaine, voire chaque jour du déroulement de la compétition. Midi Olympique couvre également l'évènement, mais pas de manière continue, et en relatant surtout les résultats chaque semaine, dans son « édition rouge ». Des matchs sont diffusés par les chaines payantes du groupe Beinsport.